# Рахматуллин, Раис Халитович
Раи́с Хали́тович Рахмату́ллин (23 мая 1975 года, Горький, СССР) — российский самбист и дзюдоист, 7-кратный чемпион мира по самбо, 3-кратный чемпион Европы, 5-кратный обладатель Кубка мира, многократный победитель международных и национальных турниров по самбо. Заслуженный мастер спорта России по самбо, мастер спорта России по дзюдо, кавалер медали ордена «За заслуги перед отечеством» II степени.

## Биография
Раис Рахматуллин родился 23 мая 1975 года в Горьком. В 10 лет начал заниматься в нижегородской СДЮСШОР по самбо, тренером и основателем которой является Ефремов, Евгений Алексеевич. В 1992 году Раис Рахматуллин стал мастером спорта, выиграв свой первый Кубок России. На этом соревновании он был на два года младше участников и из-за возраста вообще мог быть не допущен к соревнованиям. Но он выполнил все нормативы и его взяли участвовать. «Коронные» приёмы — бросок через спину, рычаг колена, ущемление ахиллеса. Женат, воспитывает троих детей.

## Спортивная карьера и достижения

### 1992 год
Раис Рахматуллин завоевал Кубок России и получил своё первое звание «мастер спорта». На соревнованиях он был на два года младше участников и его могли отстранить от соревнования из-за возраста, но выполнил все нормативы.

### 1996 год
Чемпионат России и Мира среди студентов — 1 место

### 2004 год
Раис Рахматуллин завоевал золотую медаль в категории до 82 кг во время участия в Кубке мира по самбо, который проходил с 17 по 19 июня в городе Прага. Раис не проиграл ни одного поединка — ни в личном, ни командном зачёте. Одна из схваток в личном зачёте была очень яркой и запоминающейся. За минуту он выиграл тремя бросками, каждый из которых судьи оценили в четыре балла.

### 2006 год
2006 год — был признан лучшим самбистом мира. В этом году он стал 5-кратным чемпионом мира в Болгарии. Раис не проиграл ни одного турнира, победив на чемпионате России и в двух крупных международных турнирах. В финале чемпионата мира он выиграл схватку у украинца Ивана Васильчука, заработав 15 баллов из необходимых двенадцати.

### 2007 год
Раис Рахматуллин принимал участие в Кубке Президента Российской Федерации, где финальная схватка в весе до 82 кг затянулась. Россиянину Раису Рахматуллину и Левану Циклаури, были сделаны замечания за пассивность. После этого Рахматуллин Раис провёл блестящий болевой прием и одержал победу.

### 2008 год
Победитель Всемирных игр Спортаккорд город Пусан, Южная Корея.Раис Рахматуллин завоевал золотую медаль в категории до 82 кг на чемпионате мира по самбо, который проходил в Санкт-Петербурге с 13 по 17 ноября. В финале Раис победил Магомеда Абдулганилова (Беларусь). Но кроме золотой медали Раису был вручен отдельный приз турнира «за благородство и мужество».

### 2009 год
4 февраля Раис Халитович был замечен Российским союзом боевых искусств и награждён премией «Золотой пояс» в номинации «Выдающийся спортивный результат».

### 2010 год
— 6 ноября 2010 год в городе Ташкент (Узбекистан) Раис становится семикратным чемпионом мира по самбо, выиграв у Левана Циклаури из Грузии за 40 секунд до окончания схватки болевым приёмом на ногу. После чемпионата мира он объявляет о завершении своей спортивной карьеры.
— 6 декабря 2010 года в Нижегородском кремле Раису Рахматуллину была вручена медаль ордена «За заслуги перед Отечеством» II степени.
- Чемпион мира по самбо (1999, 2001, 2004, 2005, 2006, 2008, 2010 год)
- Обладатель Кубка мира по самбо (1997, 1998, 1999, 2001, 2004 год)
- Чемпион Европы по самбо (2003, 2007, 2009 год)
- Чемпион России по самбо (1999, 2001, 2004, 2005, 2006, 2008, 2010 год)
- Обладатель Кубка России по самбо (2000, 2003 год)
- Победитель Кубка Президента РФ по самбо (2007, 2008, 2010 год)
- Лучший самбист мира (2006)
- Лауреат Национальной премии «Золотой пояс» (2009)
- Победитель Всемирных игр Спортаккорд (2008)